# The Pasadenas
The Pasadenas was een soul-groep uit Groot-Brittannië bestaande uit de tweeling David en Michael Milliner, Andrew Banfield, Jeff Aaron Brown en Hammish Seelochan. Ze zijn vooral bekend van hun nummer 1-hit Tribute (Right On) uit 1988. Hun muziek is een eerbetoon aan de doo-wop van de jaren 50, de Motown-pop van de jaren 60 en de soul/funk van begin jaren 70.
De groep begon onder de naam Finesse, en kreeg eind jaren 80 een contract bij Columbia Records. De naam werd veranderd in The Pasadenas, naar de Amerikaanse geboorteplaats van de Milliners. In mei 1988 werd de debuutsingle Tribute (Right On) direct een grote hit. Het album The Pasadenas kwam uit in oktober 1988, en verkocht meer dan een miljoen exemplaren. 
Hierna bracht de groep nog de albums Elevate (1991) en Yours Sincerely (1992) uit. De singles waren coverversies uit van  New York City's I'm Doin' Fine Now, The Jackson Sisters' I Believe In Miracles en Al Green's Let's Stay Together, maar hoewel het eerstgenoemde nummer in eigen land de top 5 haalde zouden de Pasadenas het succes van hun debuutalbum niet evenaren. 
In 2005 deden de groepsleden mee aan het programma Hit Me Baby, One More Time waarin sterren van weleer hun grote hit vertolken en een recent nummer coveren. De Pasadenas namen Will Young's Leave Right Now onder handen. 

## Hitnoteringen
| Single met eventuele hitnotering(en) in de Nederlandse Top 40 | Datum van verschijnen | Datum van binnenkomst | Hoogste positie | Aantal weken | Opmerkingen                                                         |
| ------------------------------------------------------------- | --------------------- | --------------------- | --------------- | ------------ | ------------------------------------------------------------------- |
| Tribute (Right On)                                            |                       | 23-7-1988             | 1 (4 wk)        | 10           | #1 in de Nationale Hitparade Top 100 / Veronica Alarmschijf Radio 3 |
| Riding on a Train                                             |                       | 1-10-1988             | 4               | 10           | #4 in de Nationale Hitparade Top 100                                |
| Enchanted Lady                                                |                       | 17-12-1988            | 25              | 4            | #31 in de Nationale Hitparade Top 100                               |
| Love Thing                                                    |                       | 2-6-1990              | 13              | 7            | #11 in de Nationale Top 100 / TROS Paradeplaat Radio 3              |

| Single met hitnotering(en) in de Vlaamse Ultratop 50 | Datum van verschijnen | Datum van binnenkomst | Hoogste positie | Aantal weken | Opmerkingen |
| ---------------------------------------------------- | --------------------- | --------------------- | --------------- | ------------ | ----------- |
| Tribute (Right On)                                   |                       | 30-7-1988             | 1               | 12           |             |
| Riding on a Train                                    |                       | 15-10-1988            | 6               | 10           |             |
| Love Thing                                           |                       | 9-6-1990              | 17              | 7            |             |
| I'm Doing Fine Now                                   |                       | 07-03-1992            | 6               | 13           |             |

### NPO Radio 2 Top 2000
Van The Pasadenas stond alleen Tribute (Right On) in 2000 in de NPO Radio 2 Top 2000, op plek 1869.